# Hosszúremete
Hosszúremete (románul: Remetea-Luncă) település Romániában, a Bánságban, Temes megyében.

## Fekvése
Lugostól északra fekvő település.

## Története
Hosszúremete vagy Remete nevét 1514–1516 között említette először oklevél Remethe néven. 1690–1700 között Remete, 1717-ben Remeta, 1785-ben Remeti, Remete Lunga, Remete Lunka, 1808-ban Remete, Remeti, Remetea, 1888-ban Remetelunga, 1913-ban Hosszúremete néven írták. 1851-ben Fényes Elek írta a településről:
Remete (Alsó és Felső), Krassó vármegyében, az első 8 katholikus, 563 óhitü a második 2 katholikus, 762 óhitü lakossal, s anyatemplomokkal. Földesura a Sebastiani család
A trianoni békeszerződés előtt Krassó-Szörény vármegye Bégai járásához tartozott. 1910-ben 719 lakosából 18 magyar, 682 román volt. Ebből 704 görögkeleti ortodox, 9 izraelita volt.